# Helsingborg
 Denne artikel omhandler byen Helsingborg. For kommunen Helsingborg, se Helsingborgs kommun.
 "Hälsingborg" omdirigeres hertil. For andre betydninger af Hälsingborg, se Hälsingborg (Vindelns kommun).
Helsingborg ( udtale ?) er en by i Skåne i det sydlige Sverige. Byen er beliggende ved Øresunds smalleste sted, hvor der kun er fire kilometer mellem Helsingborg og Helsingør i Danmark. Helsingborg er Sveriges ottende største by med 116.029(2023) indbyggere, i hele kommunen er der 143.304(2017) indbyggere. Den er hovedby i Helsingborgs kommun i Skåne län.
Byens geografi domineres af højplateauet landborgen, som løber langs Øresundskysten. Kontakten mellem strandterrassen og landborgsterrassen formidles af et antal sprækker som især blev skabt under den seneste istid. Arkitekturen i centrum karakteriseres af en tætbebygget stenby, med et monumentalt og storbymæssigt udtryk mod paradegaderne Drottninggatan og Järnvägsgatan, samt mod Stortorget, Sankt Jörgens plats og Trädgårdsgatan. I gaderne bag denne bebyggelse er arkitekturen dog mere intim.
Helsingborgs historie strækker sig tilbage til vikingetiden. Byens vigtige plads ved Øresund har givet byen en strategisk position i lange tider. I middelalderen var byen og dens slot en af Nordens mægtigste fæstninger og dermed indblandet i meget af datidens magtspil. Gennem århundrederne har Helsingborg været skueplads for mange politiske konflikter og stridigheder. De mange krige er gået hårdt ud over byen og dens bebyggelse. Siden 1700-tallet har byen dog levet en relativt fredelig tilværelse og i 1800-tallet lykkedes det Helsingborg at blive en af Sveriges hurtigst voksende byer som en vigtig havne- og industriby.
Industrien i Helsingborg domineres ikke af nogen større private arbejdsgivere, men består af flere mindre virksomheder. Den største private arbejdsgiver er Ikea, idet det svenske hovedkontor er placeret i byen. I øvrigt er det handel og kommunikation samt fødevarer, kemi og medicinalvirksomheder der findes i byen. Den gode placering har gjort, at der findes mange transportvirksomheder og distributionscentraler. Havnen er Sveriges næststørste containerhavn.
Der arbejdes på at byen skal have en fast forbindelse til Helsingør i Danmark. Dette forventes at blive i form af den såkaldte HH-tunnel.

## Stednavn og stavemåde
Byens navn menes at være henledt fra ordet helsing som er en afledning af hals og betegner den smalle passage i Øresund mellem Helsingborg og Helsingør. Byen omtales første gang ca. 1070 af Adam af Bremen. Den nævnes første gang som købstad i et gavebrev den 21. maj 1085 fra Knud den Hellige, og denne dato ses som byens officielle fødselsdag.
I perioden 1912 - 1970 var byens stavemåde Hälsingborg i henhold til den svenske retskrivningsreformen af år 1906. Som forberedelse til den den svenske kommunalreformen 1971 besluttede stadsfullmäktige att ansøge om att stavemåden må blive ændret til den oprindelige form. Trods modstand fra mange faginstanser, som den svenske stednavnekommission, besluttede regeringen, at den nye kommunens navn fra 1. januar 1971 skulle være Helsingborgs kommun.

## Historie
Helsingborg er en af Nordens ældste byer. Der har befundet sig bebyggelse oppe på landborgen allerede siden slutningen af 900-tallet for at kontrollere overfarten mellem Skåne og Sjælland.
Den tidligste bebyggelse oppe på landborgen var de tre kirker Skt. Clemens, Skt. Petri og Skt. Olai. I 1100-tallet erstattedes den enkle befæstning af et større slot i sandsten.
I takt med at byen voksede begynde folk at bosætte sig på stranden nedenfor landborgen. I 1300-tallet var Helsingborg en af Danmarks mest betydningsfulde byer, mest på grund af slottet, som dette århundrede bygges om til det forsvarstårn i tegl, som nu kaldes Kernen (Kärnan) og som var en af Nordens stærkeste fæstninger.
Den nybyggede Mariakyrkan nedenfor landborgen beretter om byens betydning dengang, idet det dengang var en af Danmarks største bykirker.
I 1332 indtog den svenske konge Magnus Eriksson Helsingborg og hele Skåne og holdt det i pant for 34.000 mark.
I 1400- og 1500-tallet mindskes Helsingborgs betydning i og med at slottet Kronborg (dengang ved navn Krogen) i Helsingør bygges, hvilket var en betydeligt mere moderne fæstning. De dansk-svenske krige i 1600- og 1700-tallet hærgede byen hårdt og ved flere tilfælde måtte befolkningen flygte og bebyggelsen blev plyndret og afbrændt.
Jacob Hansens Hus på Norra Storgatan i den centrale del af Helsingborg er et af de få levn fra den danske periode. Den iøjefaldende rødkalkede bindingsværksbygning blev opført 1641, og er i dag en af byens ældste bygninger.
Efter Freden i Roskilde 1658 blev byen svensk. Under den skånske krig 1675-1679 indtog danskerne Helsingborg to gange. Dette fik Karl XI til at nedrive byens befæstninger og det meste af slottet, og det eneste som blev tilbage var Kernen. I 1709 under den store nordiske krig blev byen indtaget af danske tropper under Christian Ditlev Reventlow. Men den daværende generalguvernør i Skåne, Magnus Stenbock, besejrede den store danske hær ved slaget ved Helsingborg den 28. februar 1710. En rytterstatue af Magnus Stenbock kan ses på Stortorget i Helsingborg. Slaget ved Helsingborg var det sidste dansk-svenske slag i Skåne.
I starten af 1700-tallet var Helsingborg hårdt medtaget. Flere års krig, en hård forsvenskningspolitik samt mindsket handel over sundet indebar en økonomisk og befolkningsmæssig stagnation. Desuden havde massegrave efter slaget forgiftet vandet, og pest brød ud 1711-1712. I år 1770 havde Helsingborg kun 1.300 indbyggere.
Ikke før end i slutningen af 1800-tallet begyndte byen atter at vokse. En kraftig ekspansion af erhvervslivet indebar en mangedobling af befolkningen. Flere nye industrier grundlages, og i år 1857 afskaffedes Øresundstolden. I 1892 indviedes den første togfærgeforbindelse mellem Helsingborg og Helsingør. Togoverførslen ophørte ved åbningen af Øresundsbroen i år 2000, men der sejler stadig bil- og passagerfærger. Fra at have haft 4.000 indbyggere i midten af 1800-tallet kunne folkemængden i 1920'erne passere 50.000. I 1920 var Helsingborg Sveriges femte største by. Efter 1930 gik Helsingborgs befolkningsudvikling i en mere beskeden takt. De seneste år har kommunen haft en stadig befolkningsforøgelse på omtrent 1.000 personer om året.

## Sport
Byens fodboldstolthed er Helsingborg IF, eller H.I.F., både lokalt og regionalt.
De spiller sine hjemmekampe på den centralt placerede Olympia, med 17.000 pladser (heraf næsten 9.500 siddepladser under tag). Klubben har siden starten af den fineste svenske liga, Allsvenskan i 1924/25 vundet 7 gange, i 1928/29, 1929/30, 1932/33, 1933/34, 1940/41, 1999 og i 2011. (I Sverige skiftede man fra spil fra efterår til forår, til et år = en sæson, i 1957-58. I 1957/58 års Allsvenskan begyndte man spil i efteråret 1957 og fortsatte i forår, sommer og efterår 1958. De 12 hold spillede under denne halvanden års sæson 33 omgange, i stedet det for tiden normale 22.
Også Råå IF og Stattena IF er Helsingborgsklubber der har spillet i Allsvenskan. Råå spillede to sæsoner og vand det store sølv (2. plads) i 1949/50, men allerede i den følgende sæson faldt klubben ud af Allsvenskan. Stattena IF spillede kun en enkelt sæson i Allsvenskan, det var i 1927/1928.
Byen har også håndboldtraditioner, og Vikingarna IF blev svenske mestere i 1960/61, 1967/68 og 1980/81. Tidligt i 1980'erne spillede HF Olympia også i den højeste svenske håndboldliga.